# アイ・ラヴ・ザ・ワールド
アイ・ラヴ・ザ・ワールド（I Love the World）またはアイ・ラヴ・ザ・ホール・ワールド（I Love the Whole World）は、ディスカバリー・チャンネルで2008年に放送されたコマーシャルビデオである。ディスカバリー・ネットワーク系のチャンネルの番組に出演しているキャストたちが出演している。日本のディスカバリー・チャンネルでは日本語字幕版が放送されていた。